# ISS-Expeditie 33
ISS-Expeditie 33 is de drieëndertigste missie naar het Internationaal ruimtestation ISS die plaatsvond in september 2012.
De commandant van deze missie was Sunita Williams van de NASA. Aangezien er zes bemanningsleden naar het ISS vertrekken werden er twee Sojoezraketten gelanceerd, omdat elke Sojoez maar drie bemanningsleden kan vervoeren.

## Bemanning
| Positie           | Eerste deel (september 2012)          | Tweede deel (oktober 2012-november 2012) |
| ----------------- | ------------------------------------- | ---------------------------------------- |
| Commander         | Sunita Williams, NASA 2e ruimtevlucht | Sunita Williams, NASA 2e ruimtevlucht    |
| Flight Engineer 1 | Yuri Malenchenko, RSA 5e ruimtevlucht | Yuri Malenchenko, RSA 5e ruimtevlucht    |
| Flight Engineer 2 | Akihiko Hoshide, JAXA 2e ruimtevlucht | Akihiko Hoshide, JAXA 2e ruimtevlucht    |
| Flight Engineer 3 |                                       | Kevin A. Ford, NASA 2e ruimtevlucht      |
| Flight Engineer 4 |                                       | Oleg Novitski, RSA 1e ruimtevlucht       |
| Flight Engineer 5 |                                       | Jevgeni Tarelkin, RSA 1e ruimtevlucht    |

bronNASA